# .gw
.gwはギニアビサウ共和国に割り当てられている国別コードトップレベルドメイン(ccTLD)である。